# Liptena hulstaerti
Liptena hulstaerti är en fjärilsart som beskrevs av Hawker-smith 1926. Liptena hulstaerti ingår i släktet Liptena och familjen juvelvingar. Inga underarter finns listade i Catalogue of Life.